# Lena Josefsson
Lena Caroline Josefsson Rognstad, född 13 maj 1956 i Kimpese i Belgiska Kongo, död 9 maj 2020 i Axbergs distrikt i Örebro län, var en svensk dansare och koreograf.

## Biografi
Josefsson var utbildad vid Danshögskolan i Stockholm, RDIC i Paris och The National Ballet of Zaire. De afrikanska erfarenheterna gjorde sig ofta påminda i hennes föreställningar.
År 1988 vann Lena Josefsson den svenska kvaltävlingen till The Nordic Choreography Competition med sitt verk Raande-Vo. Samma år startade hon ett danskompani med samma namn: Kompani Raande-Vo. Gruppen är känd för sina multikulturella föreställningar och samarbetar med professionella dansare från hela världen, bland annat Kina, Zimbabwe, Senegal, Tanzania, Shanghai, Italien och Frankrike. Gruppen arbetar gränsöverskridande och har de senaste åren gjort produktioner tillsammans med bland andra Svenska Kammarorkestern och Länsteatern i Örebro. Kompani Raande-Vo har också legat på residens i Hällefors och Kristinehamn och turnerat i Europa, Sydamerika och Afrika.
Kompani Raande-Vo låg vilande mellan 1997 och 2006 då Josefsson var engagerad på annat håll. Åren 1997–2000 var hon chef för Skånes Dansteater och tog då initiativet till flera internationella projekt, däribland Siluett i samarbete med tretton dansare och musiker från Tanzania. 2002–2004 var Josefsson konstnärlig ledare för Orionteatern i Stockholm, en tjänst hon delade med regissören Lars Rudolfsson. 2006 återuppstod Kompani Raande-Vo  och gruppen fick en repetitions- och föreställningslokal vid Kulturarenan i stadsdelen Vivalla i Örebro. 2009 bytte gruppen lokal och bedrev sedan sin verksamhet på Rudbecksgatan 38 i samma stad.

## Priser och utmärkelser
- 1999 – Birgit Cullberg-stipendiet (första mottagare)
- 1999 – Kvällspostens Thaliapris
- 1999 – Deverthska kulturstiftelsens stipendium
- 2000 – Region Skånes kulturpris
- 2006 – Nerikes Allehandas kulturpris
- 2012 – Litteris et Artibus

## Produktioner (urval)
- 1992 – Skärvor
- 1994 – Ett paradis, trängt
- 1994 – Om smekningar
- 1998 – Siluett
- 1999 – Utan titel
- 2005 – Rasande rytmisk, skälvande skör
- 2006 – Inaff
- 2007 – Plutot la vie – snarare livet
- 2009 – 90% Paradis (i samarbete med Länsteatern i Örebro)